# 小行星1293
小行星1293（1293 Sonja）是一颗围绕太阳公转的小行星。1933年9月26日，歐仁·約瑟夫·德爾波特在于克勒发现了此天体。
这颗小行星的绝对星等为99.42113等。